# Chirivel (kommun)
Chirivel är en kommun i Spanien.   Den ligger i provinsen Provincia de Almería och regionen Andalusien, i den sydöstra delen av landet, 300 km söder om huvudstaden Madrid. Antalet invånare är 1 811. Arean är 197 kvadratkilometer. Chirivel gränsar till María, Velez Rubio, Albox, Oria, Cúllar och Orce. 
Terrängen i Chirivel är kuperad.